# Louis Bach
Louis Bach (Paris, 14 de abril de 1883 - 19 de setembro de 1914) foi um futebolista francês, medalhista olímpico.
Louis Bach competiu nos Jogos Olímpicos de Verão de 1900 em Paris. Ele ganhou a medalha de prata como membro do Club Français, que representou a França nos Jogos, faleceu durante a Primeira Guerra Mundial.